# Мала Коша
Мала Коша (рус. Малая Коша) река је у европском делу Русије која протиче преко територија Ржевског, Старичког и Селижаровског рејона Тверске области.
Извире код села Дмитрово на подручју Ржевског рејона и углавном тече и смеру североистока преко слабо насељених подручја. Лева је притока реке Волге у коју се улива неколико километара јужније од реке Велике Коше, и део басена Каспијског језера. Укупна дужина водотока је 64 km, а површина сливног подручја око 431 km².
Најважније притоке су Плавинка, Дихла, Каница, Шурљовка и Чалка.